# (100862) 1998 HF54
(100862) 1998 HF54 es un asteroide perteneciente al cinturón de asteroides, región del sistema solar que se encuentra entre las órbitas de Marte y Júpiter, más concretamente a la familia de Higía, descubierto el 21 de abril de 1998 por el equipo del Lincoln Near-Earth Asteroid Research desde el Laboratorio Lincoln, Socorro, Nuevo México, Estados Unidos.

## Designación y nombre
Designado provisionalmente como 1998 HF54. 

## Características orbitales
1998 HF54 está situado a una distancia media del Sol de 3,178 ua, pudiendo alejarse hasta 3,523 ua y acercarse hasta 2,834 ua. Su excentricidad es 0,108 y la inclinación orbital 4,879 grados. Emplea 2070,18 días en completar una órbita alrededor del Sol.

## Características físicas
La magnitud absoluta de 1998 HF54 es 15. Tiene 5,561 km de diámetro y su albedo se estima en 0,057. 